# Grytbitar av lamm

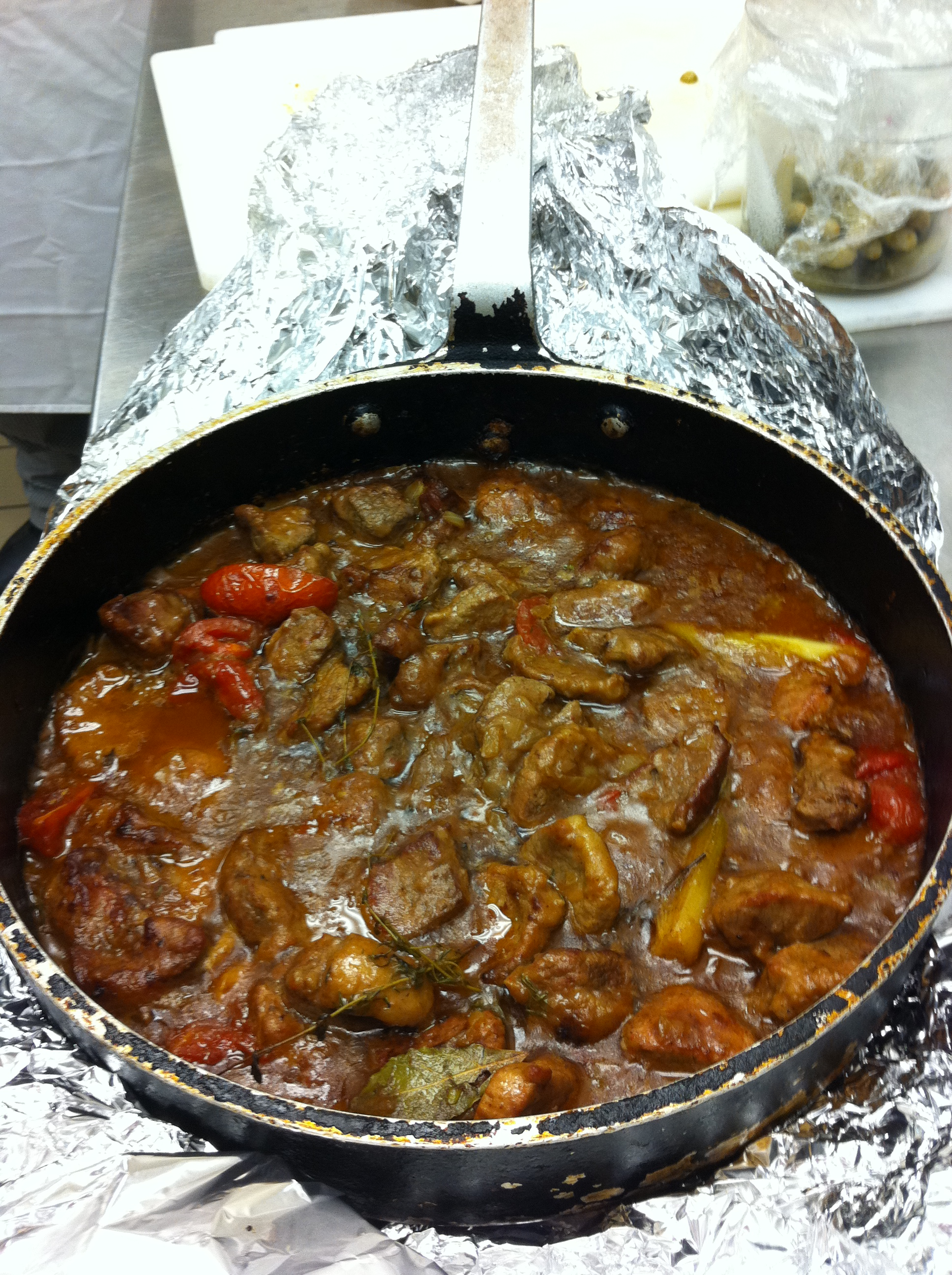
Grytbitar av lamm skärs av kött som med fördel kokas länge. Navarinen på bilden är en fransk lammgryta med primörer – traditionellt används ofta majrova.

Grytbitar av lamm syftar på lammkött, i regel framdelskött, som styckats och skurits i större bitar för att användas i långkok och gryträtter. Grytbitar består ofta av bog, rygg, bringa eller lägg.
Grytbitarna kan bestå av rester från styckningen eller uppskurna styckbitar, som antingen delas från samma styckdel (för att bli klara samtidigt), eller blandas från olika delar för att ge grytan en viss karaktär: bogbitar är magrare, köttigare och torrare, medan bitar av bringa är fetare och ger mer smak. Halskött ger mer gelatin och därmed fylligare såser. Bitar med ben ger extra smak. Är bitarna små kan köttet bli torrt.
Lammgrytbitar tillagas genom att eventuellt brynas och sedan sjudas på låg värme, gärna i buljong eller vin. Jämfört med nötkött räcker 75 procent av koktiden.
Lammgrytor är vanliga bland annat i köken i medelhavsregionen, till exempel den Nordafrikanska tagine där köttet kombineras med nötter och citrusfrukter. Bönor är ett annat traditionellt tillbehör.
Portionsstorleken beräknas till 100–125 g. För grytbitar med ben behövs dubbla vikten.